# جيمس إي. ستيرلينغ
جيمس إي. ستيرلينغ (بالإنجليزية: James E. Sterling)‏ هو عسكري أمريكي، (ولد في بالتيمور في الولايات المتحدة 1838  م).